# Brachymyces
Brachymyces är ett släkte av svampar. Brachymyces ingår i familjen Helicocephalidaceae, ordningen Zoopagales, divisionen oksvampar och riket svampar.
|             | Rhopalomyces                             |
|             |                                          |
|             | Helicocephalum                           |
|             |                                          |
| Brachymyces | \| \| Brachymyces megasporus \| \| \| \| |
|             | \| \| Brachymyces megasporus \| \| \| \| |
|             | Brachymyces megasporus                   |
|             |                                          |

|  | Brachymyces megasporus |
|  |                        |